# 新政会 (1917年-1920年)
新政会（しんせいかい）は、大正時代の衆議院院内交渉団体。

## 歴史
1917年10月15日、維新会（所属議員39名）と無所属議員12名で結成、衆議院第3党となった。しかし、1918年2月に議員のほぼ半数が離党して清和倶楽部を結成した。さらに1920年2月に4名が離党、5月の第14回衆議院議員総選挙では残った議員のほぼ全員が落選した。唯一残留した議員1名はその後正交倶楽部と無所属議員とともに庚申倶楽部の結成に関わった。